# Daimler Reitwagen

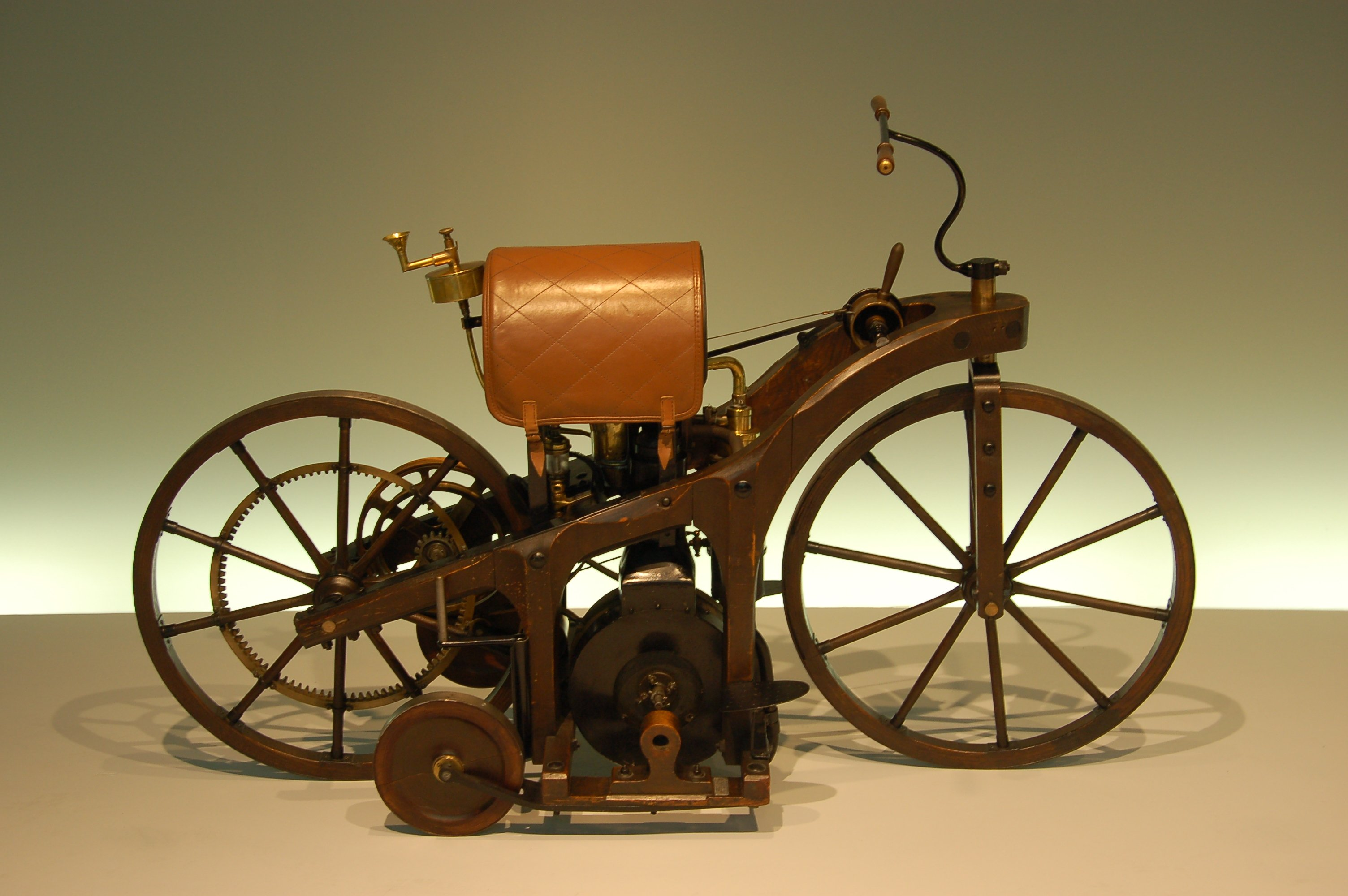
Daimler Reitwagen

A Daimler Reitwagen  ("vagão de dirigir") ou Einspur ("pequeno caminho") foi uma motocicleta desenvolvida por Gottlieb Daimler e Wilhelm Maybach em 1885, e é considerada a primeira motocicleta que existiu. Daimler é considerado "o pai do motociclismo" por sua invenção.

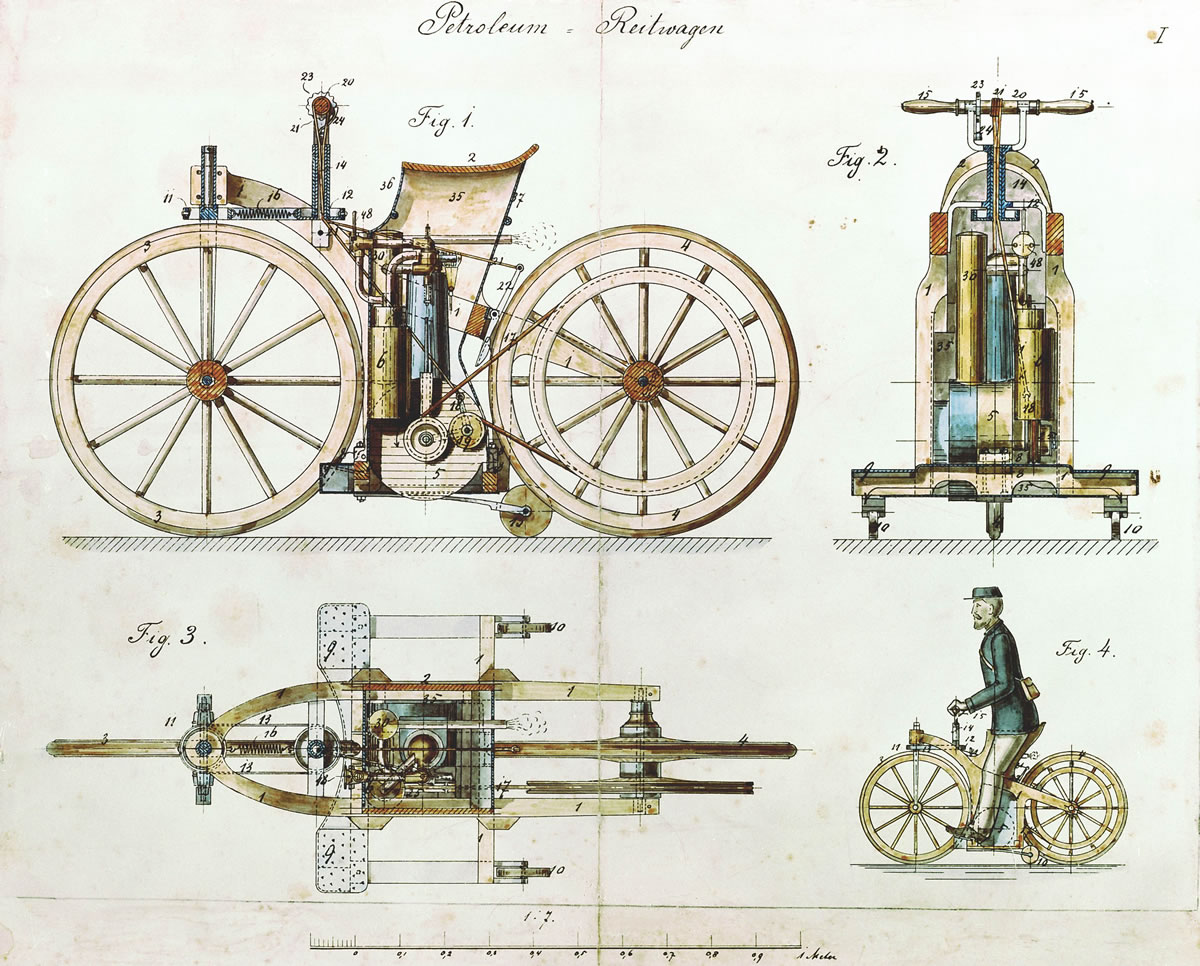
Desenhos de 1884 a mostrar o projeto para a motocicleta.

## Desenvolvimento
Daimler fundou uma oficina de teste em Cannstatt em 1882. Junto com seu empregado Maybach, ele desenvolveu uma unidade, de alta velocidade compacto único - cilindro do motor de quatro tempos. O motor a gás controlado com ignição por tubo de incandescência foi protegido pelas patentes de 16 de dezembro de 1883 (DRP 28022) e 22 de dezembro de 1883 (DRP 28243). O motor alcançou de 462 cc a uma potência de 1 cavalo-vapor (735  W) a 600 rotações por minuto. Uma versão revisada com um deslocamento menor (264 cm³) foi patenteado em 3 de abril de 1885 (DRP 34926). Com um peso de cerca de 60 quilos, o motor era comparativamente leve e produzia cerca de meio cavalo - vapor (368  W) a 700 rotações por minuto. As pequenas dimensões e o baixo peso, mas também a operação com gasolina, tornaram o motor de relógio de pêndulo menor ideal para um uso independente do local.